# Gereformeerde kerk (Schoonebeek)
De voormalige gereformeerde kerk van Schoonebeek staat op de kruising van de Gedempte Bargerbeek en De Mente. De kerk dateert uit 1949 en werd ontworpen door architect Arno Nicolaï. 
De Gereformeerde Kerk Schoonebeek heeft een voorganger uit 1890 gehad. Deze stond aan de Europaweg 141, maar is afgebroken. De steen die in deze oude kerk boven de ingang was gemetseld is in de nieuwe kerk teruggeplaatst in een zijmuur. 
De kerk is per 1 mei 2018 opgeheven en het gebouw verkocht.

## Trivia
- Naast de kerk staat een jeugdcentrum dat dateert uit 1925 en een woning voor de predikant.
- Op Tweede kerstdag 1949 hield Nicolaï een toespraak bij het leggen van de eerste steen.

## Afbeeldingen

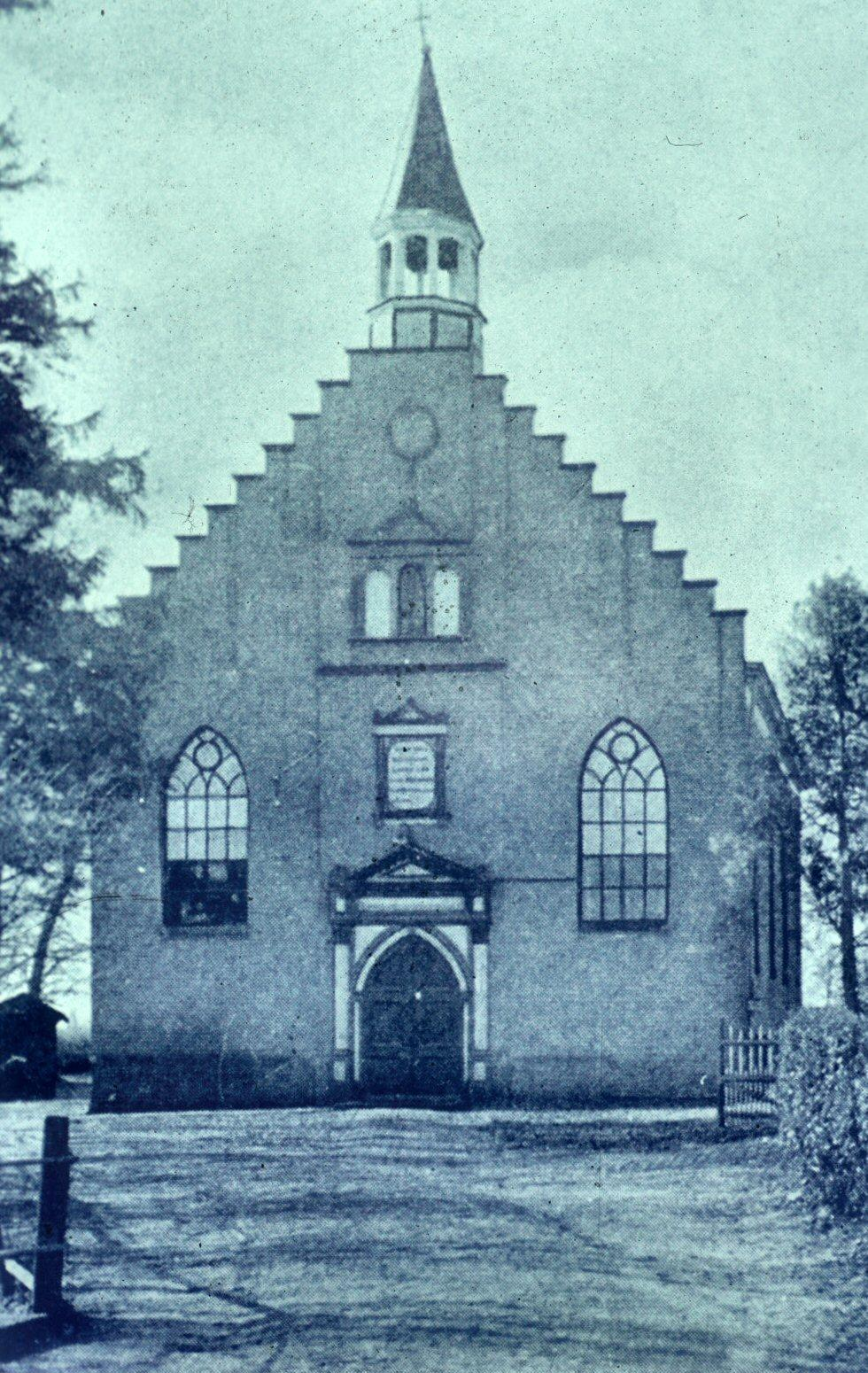
De voorganger van de huidige kerk
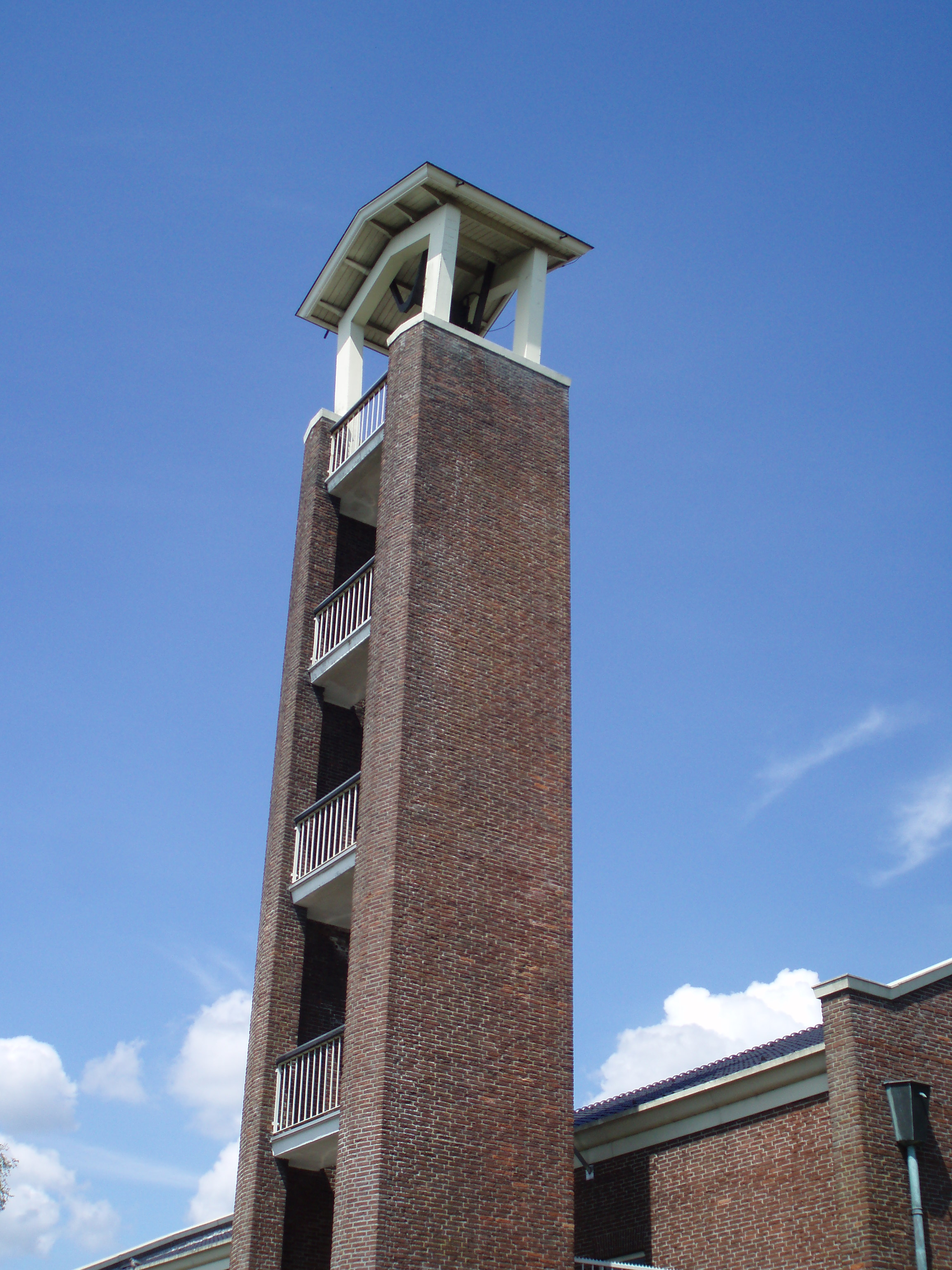
De toren met het kenmerkende platschuine dak van Nicolaï